# Estery Ericsson
Estery Ericsson, född 12 juni 1887 i Madesjö, död 1 november 1943 i Stockholm, var en svensk skådespelare. Hon var från 1917 gift med skådespelaren John Ericsson.

## Filmografi
- 1928 – Gustaf Wasa del I
- 1934 – Sången till henne
- 1935 – Ebberöds bank
- 1935 – Tjocka släkten
- 1935 – Järnets män
- 1936 – Johan Ulfstjerna
- 1936 – Bombi Bitt och jag
- 1936 – Lindkvist och Lundkvist
- 1938 – Bönderna kommer
- 1938 – Knut löser knuten
- 1939 – Då länkarna smiddes
- 1939 – Mot nya tider
- 1941 – Göranssons pojke

## Teater

### Roller (ej komplett)
| År   | Roll            | Produktion                                                                        | Regi         | Teater         |
| ---- | --------------- | --------------------------------------------------------------------------------- | ------------ | -------------- |
| 1922 |                 | Sabinskornas bortrövande (Der Raub des Sabinerinnen) Franz och Paul von Schönthan | Albert Ståhl | Centralteatern |
| 1922 | Madame Sörensen | Baldevins bröllop (Baldevins bryllup) Wilhelm Krag                                | Albert Ståhl | Centralteatern |